# ВК Посилипо
ВК Посилипо (итал. Circolo Nautico Posillipo; Наутички клуб Посилипо) је италијански спортски клуб из Напуља, који је посвећен већином спортовима на води. Клуб је најпознатији по својој ватерполо секцији, а у свом саставу још има секције за: једрење, веслање, кајак и кану, мачевање, триатлон, бриџ и тенис.
Основан је 15. јула 1925. под именом Circolo Nautico Giovinezza, а 1943. након пада фашизма у Италији клуб је добио данашње име Посилипо. Боје клуба су зелена и црвена. Своје утакмице игра на базену Феличе Скандоне. Тренутно се такмичи у Серији А1 Италије.
Клуб је у сезони 1966/67. први пут играо у Серији А, али је исте сезоне испао, док од повратка у Серију А 1979. није испадао. Освојио је 11 лигашких титула (прву 1985, последњу 2004), Куп Италије 1987, три пута Куп европских шампиона / Евролигу, два пута Куп победника купова, једном ЛЕН Куп Европе и једном Суперкуп Европе. 

## Трофеји

### Национални
- Серија А Италије: 11

1985, 1986, 1988, 1989, 1993, 1994, 1995, 1996, 2000, 2001 
 2004.
- Куп Италије: 1

1987.

### Међународни
- Лига шампиона (Куп шампиона/Евролига): 3

1997, 1998, 2005.
- Суперкуп Европе: 1

2005.
- Куп победника купова: 2

1988, 2003.
- ЛЕН Куп Европе: 1

2015.

### Млађе категорије
- Првенство Италије до 17 година: 5

1981, 1986, 1987, 1998, 2009.
- Првенство Италије до 15 година: 1

2003.

## Хронологија
| Хронологија свих резултата Посилипа. | Хронологија свих резултата Посилипа. |
| --- | ------------------------------------ |
| - 1925 - 15. јул, основан клуб. - 1966/67 - 10. место у Серији А. Испао у Серију Б. - 1979/80 - 8. место у Серији А. - 1980/81 - 6. место у Серији А. - 1981/82 - 8. место у Серији А. - 1982/83 - 3. место у Серији А. - 1983/84 - 2. место у Серији А. - 1984/85 - Првак Италије (1. титула). - 1984/85 - Првак Италије (2. титула). - 1986/87 - 2. место у Серији А1. Освајач Купа Италије (1. трофеј). - 1987/88 - Првак Италије (3. титула). Освајач Купа победника купова (1. трофеј). - 1988/89 - Првак Италије (4. титула). - 1989/90 - 3. место у Серији А1. - 1990/91 - 4. место у Серији А1. - 1991/92 - 7. место у Серији А1. - 1992/93 - Првак Италије (5. титула). - 1993/94 - Првак Италије (6. титула). - 1994/95 - Првак Италије (7. титула). - 1995/96 - Првак Италије (8. титула). - 1996/97 - 2. место у Серији А1. Освајач Купа европских шампиона (1. трофеј). - 1997/98 - 2. место у Серији А1. Освајач Купа европских шампиона (2. трофеј). - 1998/99 - 2. место у Серији А1. - 1999/00 - Првак Италије (9. титула). - 2000/01 - Првак Италије (10. титула). - 2001/02 - 2. место у Серији А1. - 2002/03 - 3. место у Серији А1. Освајач Купа победника купова (2. трофеј). - 2003/04 - Првак Италије (11. титула). - 2004/05 - 2. место у Серији А1. Освајач Евролиге (3. трофеј). - 2005/06 - 2. место у Серији А1. Освајач Суперкупа Европе (1. трофеј). - 2006/07 - 2. место у Серији А1. - 2007/08 - 3. место у Серији А1. - 2008/09 - 2. место у Серији А1. - 2009/10 - 4. место у Серији А1. - 2010/11 - 3. место у Серији А1. - 2011/12 - 3. место у Серији А1. - 2012/13 - 5. место у СеријА А1. - 2013/14 - 3. место у СеријА А1. - 2014/15 - 7. место у СеријА А1. Освајач ЛЕН Купа Европе (1. трофеј). |                                      |